# Riccardo Bruni
Riccardo Bruni (Torino, 20 agosto 1956 – Torino, 27 aprile 2023) è stato un insegnante italiano, campione mondiale di stenografia.

## Biografia
Iniziò a insegnare presso il Magistero Stenografico di Torino e parallelamente scrisse libri di stenografia per la didattica. Nel 1988 diventò campione italiano mentre nel 1991 campione europeo di stenografia professionistica. Il 15 luglio 1993 a Istanbul, nelle gare internazionali organizzate dall'Intersteno, venne proclamato campione mondiale di stenografia. Bruni ricevette le congratulazioni ufficiali dalle autorità quali il Presidente della Repubblica Italiana.
Nel corso della sua carriera adottò il metodo Cima, sistema di stenografia che Bruni contribuì ad inserire anche in Polonia, dal 1994; Bruni inoltre ideò un proprio sistema di stenografia detto "Ste.Lo" (Stenografia Logica), un sistema filiforme che non lasciava nessun segno contro pendenza.